# الکساندر ایوانف (خواننده)
الکساندر ایوانف (به انگلیسی: Alexander Ivanov) (زاده ۲۹ اکتبر ۱۹۹۴) خواننده اهل بلاروس است.
او در مسابقه آواز یوروویژن ۲۰۱۶ نماینده بلاروس بود .